# Girolamo Grimaldi (1527)
Girolamo Grimaldi (Genova, 1490 circa – Genova, 27 novembre 1543) è stato un cardinale italiano.

## Biografia
Era il figlio di Benedetto Grimaldi e Pellegra Sauli.
Visse a lungo come laico, sposandosi giovane con una nobildonna di Genova dalla quale ebbe cinque figli. Fu senatore della Repubblica di Genova. Alla morte della moglie decise di dedicarsi alla vita ecclesiastica, divenendo chierico a Genova.
Nel concistoro del 21 novembre 1527 papa Clemente VII lo nominò cardinale e nella primavera del 1528 gli assegnò la diaconia di San Giorgio in Velabro.
Fu amministratore apostolico di diverse sedi episcopali: Bugnato, Venafro, Bari, Strongoli e Albenga.
Partecipò al conclave del 1534 che elesse papa Paolo III.

## Successione apostolica
La successione apostolica è:
- Arcivescovo Martinho de Portugal (1533)
- Vescovo Quinzio Rustici (1535)